# Президентски избори в Турция (1989)
Президентските избори в Турция през 1989 г. (на турски: 1989 Türkiye cumhurbaşkanlığı seçimi) са 8 по ред избори за президент на Турция. 3–ти тур от изборите се състои на 31 октомври 1989 г. Изборите печели кандидатът на Партията на отечеството – Тургут Йозал.

## Резултати
| Кандидат                | Кандидат                | Излъчен от              | Кръг                        | Кръг                        | Кръг                        |
| Кандидат                | Кандидат                | Излъчен от              | 1–ви тур (20 октомври 1989) | 2–ри тур (24 октомври 1989) | 3–ти тур (31 октомври 1989) |
| ----------------------- | ----------------------- | ----------------------- | --------------------------- | --------------------------- | --------------------------- |
|                         | Тургут Йозал            | Партия на отечеството   | 247                         | 256                         | 263                         |
|                         | Фехти Челикбаш          | Партия на отечеството   | 18                          | 17                          | 14                          |
| Празни гласове          | Празни гласове          | Празни гласове          | 17                          | 9                           | 8                           |
| Невалидни гласове       | Невалидни гласове       | Невалидни гласове       | 3                           | 2                           | —                           |
|                         |                         |                         |                             |                             |                             |
| Участвали в гласуването | Участвали в гласуването | Участвали в гласуването | 284                         | 285                         | 285                         |
| Въздържат се            | Въздържат се            | Въздържат се            | 165                         | 166                         | 165                         |